# Johannes Feiner
Johannes Feiner (Zurigo, 7 giugno 1909 – Zurigo, 30 novembre 1985) è stato un presbitero e teologo svizzero della Chiesa cattolica.
Membro della Commissione Teologica Internazionale dal '69 al '73, è stato redattore del Neues Glaubensbuch. Der gemeinsame christliche Glaube, il primo catechismo interconfessionale pubblicato congiuntamente dalla Chiesa cattolica, dalla Federazione mondiale luterana e dalla Comunione Mondiale delle Chiese Riformate.

## Biografia
Johannes Feiner studiò filosofia e teologia dal 1928 al 1936 presso la Pontificia Università Gregoriana. Ordinato sacerdote a Roma nel 1934, dal '36 al '38 fu docente e viceprefetto del Kantonsschule Kollegium di Svitto. Dal 1938 al 1965 insegnò teologia dogmatica al seminario di Coira. Cofondatore e primo direttore della Paulus-Akademie di Zurigo (dal 1966 al 1971), nel '54, insieme al commissario vescovile Alfred Teobaldi, istituì i primi corsi teologici per laici, di cui diventò direttore dal 1971.
Dal 1969 al luglio 1973 è stato membro della Commissione Teologica Internazionale. Rappresentante del Pontificio Consiglio per l’Unità dei Cristiani, nel '73, insieme a Karl Rahner, decise di abbandonare la commissione a seguito del rifiuto da parte di quest'ultima di aderire al Consiglio ecumenico delle Chiese di Ginevra in qualità di membro ordinario, questione che all'indomani del Concilio fu molto dibattuta e divisiva in seno alla Commissione Teologica Internazionale. Feiner affermò di non sentirsi libero nel suo lavoro di ricerca teologica.
Fu sepolto nel Cimitero di Enzenbühl presso Zurigo.

## Opere selezionate
- Die Erbsündenlehre Albert Pigges. Ein Beitrag zur Erforschung der katholischen Kontroverstheologie in der Reformationszeit. 1941, OCLC 721092887.
- come redattore con Arthur Fridolin Utz: Fragen der Theologie heute. Einsiedeln 1960, OCLC 718316224.
- come redattore con Heinrich Ott: Steht Maria zwischen den Konfessionen? Tagung vom 7. Dezember 1975. Zürich 1975, OCLC 74688753.
- come redattore con Lukas Vischer: Neues Glaubensbuch. Der gemeinsame christliche Glaube. Freiburg im Breisgau 1993, ISBN 3-451-08787-1.